# Grand Commandement

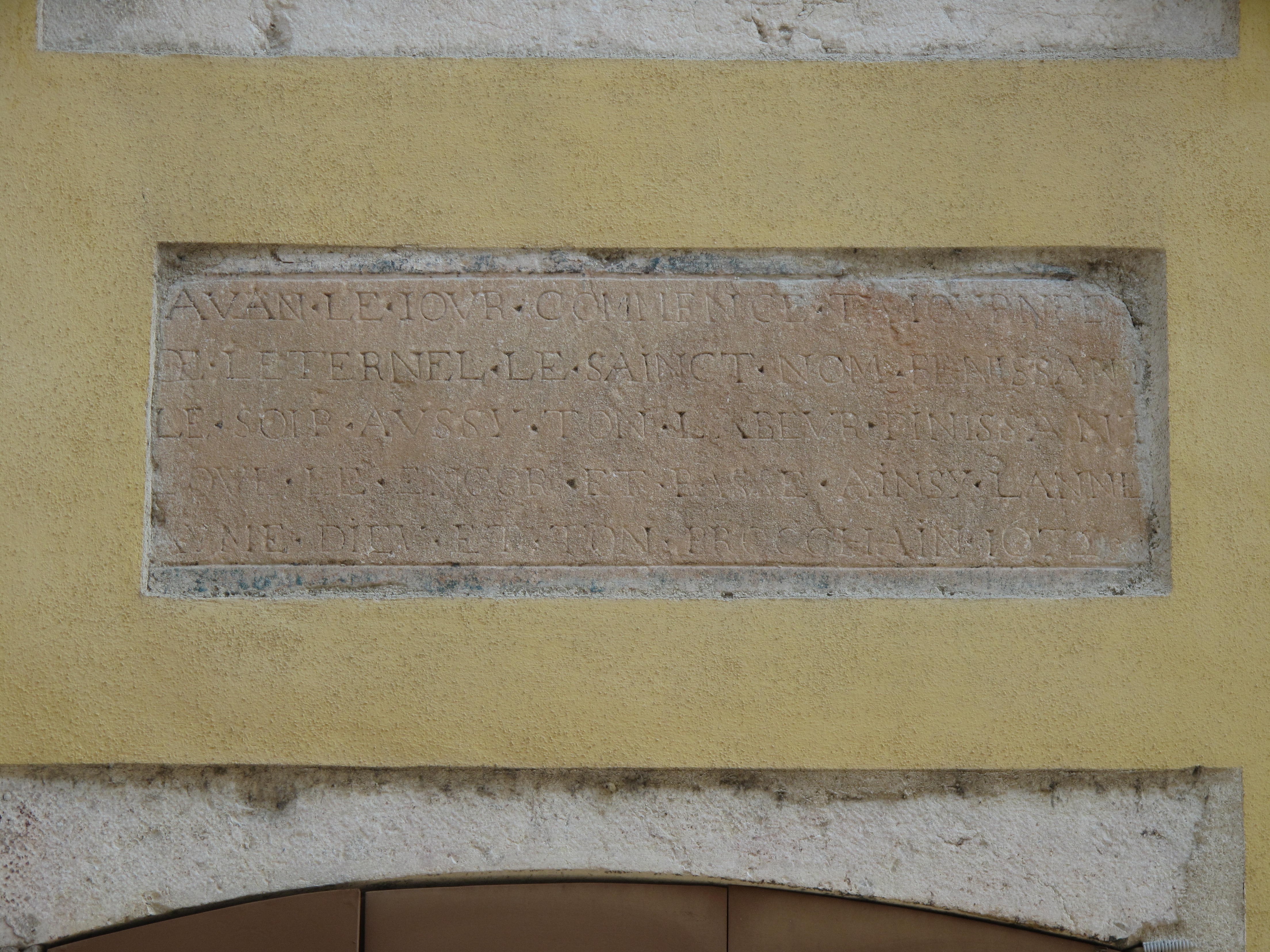
Plaque à Tournus : Aime Dieu et ton prochain (1672).

Le Grand Commandement (ou Premier Commandement) est un double précepte donné par Jésus-Christ et qui apparaît dans les évangiles synoptiques sous trois formes différentes. Il s'énonce en ces termes : Tu aimeras le Seigneur ton Dieu de tout ton cœur, de toute ton âme et de tout ton esprit.

## Texte
Le Grand Commandement figure dans trois des quatre évangiles (traduction du chanoine Crampon) :
- Matthieu 22:35-40 : "Et l’un d’eux, docteur de la Loi, lui demanda pour le tenter : Maître, quel est le plus grand commandement de la Loi ? Jésus lui dit : « Tu aimeras le Seigneur ton Dieu de tout ton cœur, de toute ton âme et de tout ton esprit. » C’est là le plus grand et le premier commandement. Le second lui est semblable : « Tu aimeras ton prochain comme toi-même. » Dans ces deux commandements sont renfermés toute la Loi et les Prophètes." ;
- Marc 12:28-31 : "Un des scribes, qui avait entendu cet entretien, voyant qu’il leur avait bien répondu, s’approcha et lui demanda quel était le premier de tous les commandements. Jésus lui répondit : Le premier de tous les commandements est celui-ci : « Écoute, Israël : le Seigneur ton Dieu est le seul Dieu. Tu aimeras le Seigneur ton Dieu de tout ton cœur, de toute ton âme, de tout ton esprit, et de toutes tes forces. » C’est là le premier commandement. Le second est : « Tu aimeras ton prochain comme toi-même. » Aucun commandement n’est plus grand que ceux-là." ;
- Luc 10:25-28 : "Alors se leva un docteur de la Loi, qui lui dit pour le tenter : Maître, que ferai-je pour posséder la vie éternelle ? Jésus lui dit : Qu’y a-t-il d’écrit dans la Loi ? Qu’y lisez-vous ? Il répondit : « Tu aimeras le Seigneur, ton Dieu, de tout ton cœur, de toute ton âme, de toutes tes forces et de tout ton esprit, et ton prochain comme toi-même. » Jésus lui dit : Vous avez bien répondu, faites cela, et vous vivrez.".

## Portée
Le Grand Commandement réunit deux préceptes du Premier Testament : Deutéronome 6:4-5 ("Écoute, Israël : YHWH, notre Dieu, est un Tu aimeras YHWH, ton Dieu, de tout ton cœur, de toute ton âme et de toute ta force.") et Lévitique 19:18 ("Tu aimeras ton prochain comme toi-même.").
La seconde partie du Grand Commandement exprime la règle d'or.
Le Catéchisme de l’Église catholique rappelle qu'il s'agit du premier des commandements (§2196) pour les catholiques. 
Emmanuel Kant se réfère à ce Grand Commandement à la partie IV, section 1 de  La Religion dans les limites de la simple raison de 1793 : La religion chrétienne comme religion naturelle : "(...) il comprend tous les devoirs, 1o. sous une prescription générale, qui concerne aussi bien les relations morales internes que les relations morales extérieures de l'homme, savoir : fais ton devoir par nul autre motif que par amour immédiat de ce devoir, c'est-à-dire aime Dieu, aime celui qui décrète tous les devoir par-dessus tout ; 2o. sous une prescription particulière, qui concerne les rapports extérieurs avec les autres hommes, et constitue un devoir universel, savoir : aime chacun comme toi-même, c'est-à-dire contribue à leur bien-être par bienveillance immédiate et non par des mobiles intéressés ; ces préceptes ne sont point des injonctions morales, mais des prescriptions de la sainteté à laquelle nous devons aspirer, et par rapport à laquelle la simple aspiration s'appelle vertu."